# Konformation
En konformation är en molekyls form för ögonblicket på grund av dess rörlighet. En konformation som är ett lokalt energiminimum kallas en konformer.
Inom kemi och materialfysik avses ofta en polymerkedjas form eftersom denna hela tiden rör sig. Eftersom proteiner är polymerer används begreppet även om dessa. I allmänhet är en konformation mera energimässigt fördelaktig än de andra, på grund av interaktioner mellan de olika delarna av polymermolekylen. När en konformationsförändring sker beror det på att någonting har ändrat förutsättningarna, t.ex. ändrat pH eller temperatur, så att en annan konformation blir mer energimässigt fördelaktigt.